# Nini de Boël
Nini de Boël (Brussel, 15 april 1898 – Antwerpen, 28 augustus 1982) was een Vlaamse actrice, sopraan, revue- en operettezangeres. Ze werd geboren als Leonie Van Nuland en nam als artiestennaam de achternaam aan van haar moeder. Haar vader had een kapperszaak in Antwerpen. Nini de Boël was in de eerste helft van de 20e eeuw erg actief en geliefd, vooral dan in de Antwerpse operette- en revuetheaters. Ze wordt weleens de eerste Vlaamse “operette-diva” genoemd, of ook de “Antwerpse Nachtegaal”. 

## Loopbaan
Nini de Boël speelde reeds als actrice, toen ze als zangeres werd ontdekt door Gustaaf Verschueren, de toenmalige directeur van de Palatinat-schouwburg in de Carnotstraat in Antwerpen. Daar zong ze in 1915 haar eerste rolletje in de operette De Musketiers in ’t Klooster (Les mousquetaires au couvent) van de Franse componist Louis Varney. Haar doorbraak beleefde ze in 1918 met de rol van “Franzi” in de Vlaamse creatie in Antwerpen van Een Walsdroom (Ein Walzertraum) van de Weense componist Oscar Straus. 
Een van haar andere triomfen was de rol van Josepha in de creatie van de operette In ’t witte Paard (Im Weissen Rössl) van Ralph Benatzky in 1932 in het Empire-theater, eveneens in Antwerpen. Deze rol werd in het algemeen beschouwd als haar beste prestatie. Overigens zong ze in diverse andere theaters in Vlaanderen en Nederland de meeste vrouwenrollen uit het Weense operette-repertoire, waardoor ze een van de bekendste Vlaamse actrices-zangeressen werd. Ze trad ook op voor de K.R.O., en in Amsterdamse theaters zoals Carré, Flora, Paleis voor Volksvlijt, en maakte tournees in Frankrijk en Duitsland. 
Nini de Boël was sinds de jaren 1920 ook al erg actief in het revuetheater, vooral dan in de Antwerpse Hippodroom-schouwburg. Ze speelde ook mee in de meeste Vlaamse films van Jan Vanderheyden in de jaren 1940 en Edith Kiel in de jaren 1950. Ook werkte ze regelmatig voor het N.I.R.. In de jaren 1920 was Nini de Boël in Berlijn voor enkele plaatopnames door de firma Polydor, waarvan echter nauwelijks (onder andere door brand) opnames zouden zijn overgebleven.

## Bron
- Gerd De Ley (samenstelling), Het verhaal van die lieve Antwerpse nachtegaal, Nini de Boël, uitg. Walter Soethoudt, Antwerpen, 1973.